# Club Deportivo UAI Urquiza (calcio femminile)
Il Club Deportivo UAI Urquiza è una squadra di calcio femminile argentina, sezione dell'omonima società polisportiva con sede nella città di Villa Lynch, nel Partido di General San Martín nell'area metropolitana della Grande Buenos Aires. Milita in Primera División A, massimo livello nazionale di categoria.

## Storia
Las Guerreras, come vengono chiamate le loro giocatrici, hanno vinto cinque campionati di Primera División (2012, 2014, 2016, 2017-2018 e 2018-2019) e una Coppa Federale (2021). Grazie a questi risultati hanno avuto accesso alla Coppa Libertadores femminile per la prima volta all'edizione 2015, torneo nel quale hanno ottenuto (al 2022) il miglior piazzamento, il terzo posto, prima della partecipazione alle successive edizioni del 2016, 2018 e 2019.

## Stadio
Lo stadio si trova a Villa Lynch, nel Partido di General San Martín, nella Grande Buenos Aires. Ha una capacità di 500 spettatori e non ha illuminazione. Prima del Ferrocarril Urquiza, questo campo veniva utilizzato dalla defunta squadra dello Sp. Palermo, dove giocò il leggendario portiere Amadeo Carrizo.

## Colori e simboli

### Colori
Sotto la nuova denominazione venne mantenuto il colore principale che identifica il Ferrocarril Urquiza (blu chiaro) a cui venne aggiunto il bordeaux, colore aziendale dell'UAI.

## Palmarès

### Competizioni nazionali
- Campionato argentino: 5

2012, 2014, 2016, 2017-2018, 2018-2019
- Copa Federal: 1

2021

## Organico

### Rosa 2023
Rosa, ruoli e numeri di maglia come da sito ufficiale, aggiornati al 12 luglio 2023.
| N. |                      | Ruolo | Calciatrice                        |
| -- | -------------------- | ----- | ---------------------------------- |
| 1  | Argentina (bandiera) | P     | Maira Quintili                     |
| 2  | Argentina (bandiera) | C     | Abril Herrera                      |
| 3  | Argentina (bandiera) | D     | Camila Bravo                       |
| 5  | Venezuela (bandiera) | D     | Idanis Del Valle Mendoza Conde     |
| 6  | Argentina (bandiera) | D     | Tamara Micaela Bazán               |
| 7  | Argentina (bandiera) | C     | Bianca María Recanati              |
| 8  | Argentina (bandiera) | C     | Micaela Ayelén Sandoval (capitano) |
| 9  | Argentina (bandiera) | A     | Paula de la Serna                  |
| 10 | Argentina (bandiera) | C     | Daiana Micaela Falfán              |
| 11 | Argentina (bandiera) | C     | Romina Stefania Núñez              |
| 12 | Argentina (bandiera) | P     | Manuela Morri                      |
| 13 | Uruguay (bandiera)   | P     | Sofía Olivera                      |
| 14 | Argentina (bandiera) | D     | Chiara Magni                       |
| 15 | Argentina (bandiera) | C     | Catalina Alasia Ongaro             |

| N. |                      | Ruolo | Calciatrice                    |
| -- | -------------------- | ----- | ------------------------------ |
| 16 | Argentina (bandiera) | C     | Milagros Belén Paiva           |
| 17 | Colombia (bandiera)  | D     | Gavy Yorely Santos Robayo      |
| 19 | Argentina (bandiera) | C     | Magalí Natta                   |
| 20 | Argentina (bandiera) | A     | Brunella Onorato               |
| 22 | Argentina (bandiera) | A     | Zoe Martínez                   |
| 25 | Argentina (bandiera) | D     | Charo Rodríguez                |
| 26 | Paraguay (bandiera)  | D     | Claudia Raquel Núñez Giménez   |
| 30 | Argentina (bandiera) | A     | Abigail Guadalupe Luna         |
| 31 | Argentina (bandiera) | C     | Milagros Violo Villarruel      |
| 33 | Ecuador (bandiera)   | C     | Danna Melissa Pesántez Carmona |
| 36 | Argentina (bandiera) | D     | Mora Brizuela                  |
| 37 | Argentina (bandiera) | A     | Lourdes Casas                  |
| 38 | Argentina (bandiera) | A     | Guadalupe Donato               |
| 39 | Argentina (bandiera) | A     | Catalina Fatigati              |